# Örgryte pastorat
Örgryte pastorat är ett pastorat i Göteborgs södra kontrakt i Göteborgs stift i Göteborgs kommun i Västra Götalands län. 
Pastoratet bildades 2018 genom samgånde av nedanstående församlingar som tidigare utgjort egna pastorat:
- Örgryte församling vars pastorat tidigare burit detta namn
- Göteborgs S:t Pauli församling
- Härlanda församling
- Björkekärrs församling

Pastoratskod är 080113